# Dobrska Župa
Dobrska Župa (cyr. Добрска Жупа) – wieś w Czarnogórze, w gminie Cetynia. W 2011 roku liczyła 57 mieszkańców.